# Allylpotassium
L'allylpotassium est un composé chimique de formule brute KC3H5 et de formule semi-développée CH2=CHCH2K, contenant des cations potassium K+ et des ligands anioniques de type allyle C3H5−. C'est un réactif couramment utilisé en synthèse organique, notamment dans les réactions d'allylation, d’alkylation et de cyclisation de carbonyles. Ce composé peut également présenter des propriétés catalytiques ; il est employé dans les réactions catalytiques des métaux de transition, dans les réactions de couplage croisé et dans l'isomérisation des alcènes.

## Propriétés générales
L’allylpotassium (C₃H₅K) est un composé hautement nucléophile en raison de l’anion allyle chargé négativement stabilisé par résonance, ce qui le rend très réactif vis-à-vis des électrophiles.
Le grand rayon ionique de l’ion potassium (K⁺) favorise sa liaison avec plusieurs ligands allyle (C₃H₅⁻) selon un mode µ: η³: η³, conduisant à la formation de chaînes polymériques ou oligomériques. Les molécules de solvant, comme le (THF) tétrahydrofurane, peuvent également se lier facilement au potassium, contribuant ainsi à stabiliser la structure du composé allylpotassium.
La structure thermodynamique la plus stable de l’allylpotassium est la forme endo-Z due à la formation de liaisons hydrogène intramoléculaires avec les molécules de solvant ou des donneurs de protons, ainsi qu’avec le groupe allyle chargé négativement ou des hétéroatomes (comme l’oxygène dans le THF coordonné). Cette interaction faible stabilise la molécule en abaissant son énergie.
L’allylpotassium présente une barrière de rotation élevée autour de ses liaisons carbone-carbone due à l’ion potassium qui stabilise la structure de l’ion allyle, mesurée à 16,7 ± 2.0 kcal/mol. De même, en raison de sa forte sensibilité à l’oxygène, notamment à l’humidité, l’allylpotassium est généralement manipulé sous une atmosphère inerte (argon ou azote) et stocké dans des solvants anhydres.

## Réactivité

### Synthèse

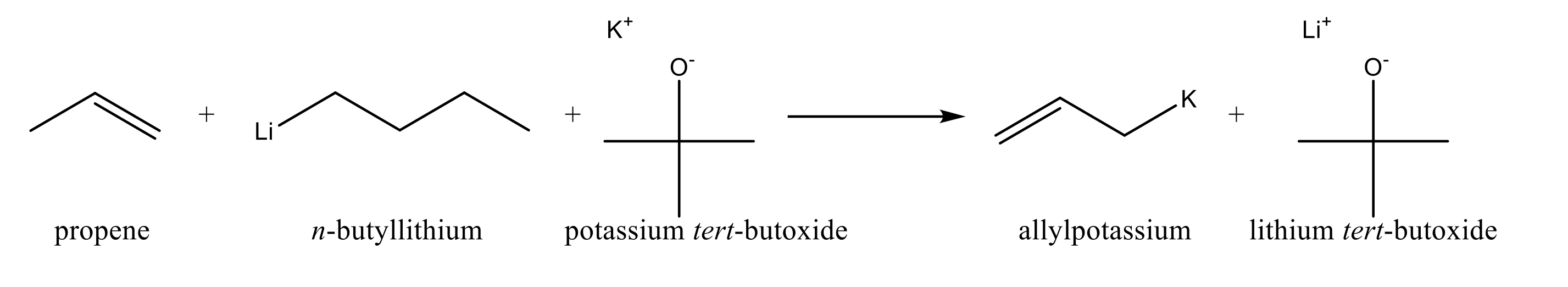
Figure représentant une voie de synthèse de l'allylpotassium

Une voie de synthèse possible de l’allypotassium est une réaction de métallation dans de l’hexane à −45 °C, faisant réagir le propène et le tert-butoxyde de potassium en présence de n-butyllithium. Le rendement de synthèse est de 63 % et un produit secondaire, le tert-butoxide de lithium, est obtenu.

### Réaction en tant que nucléophile

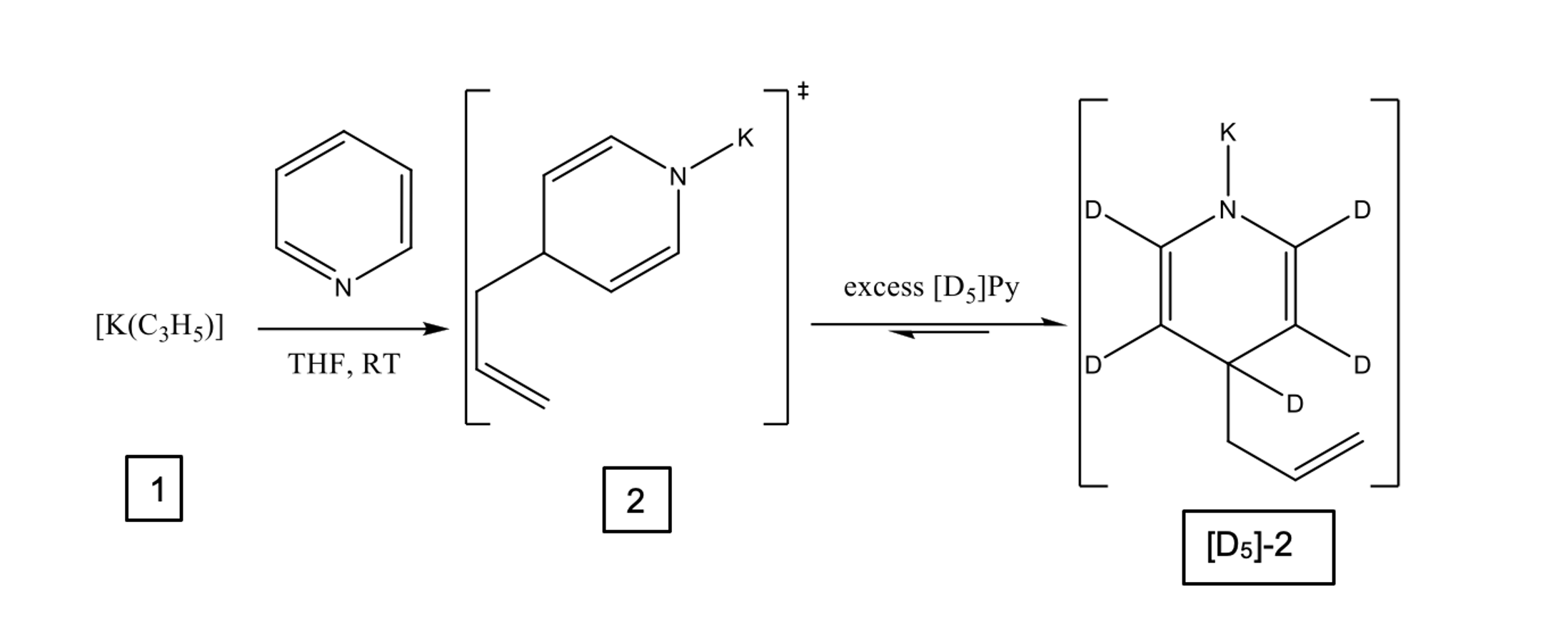
Figure représentant une réaction chimique avec l'allylpotassium en tant que nuclépohile

Dans cette réaction, l’allylpotassium est le réactif clé qui, en réagissant avec la pyridine dans le THF à température ambiante, permet la formation d’un intermédiaire via une insertion 1,4 (produit 2). Par la suite, un excès de [D5] pyridine est ajouté pour produire le composée [D5]-2, une dihydropyridine (DHP). Cependant, le produit formé n’est pas stable dans le THF ou la pyridine. De plus, c'est un processus réversible. Ainsi, cette réaction met en évidence la polyvalence de la métallation de la pyridine par les métaux alcalins et la réactivité des métaux alcalins et de la pyridine, qui jouent un rôle important en chimie organométallique et en synthèse. Enfin, cette réaction permet la synthèse de dihydropyridines (DHP) largement utilisés comme agents réducteurs sélectifs en chimie organique, et représentant une classe importante de composés pharmacologiquement actifs.

### Réaction en tant que catalyseur

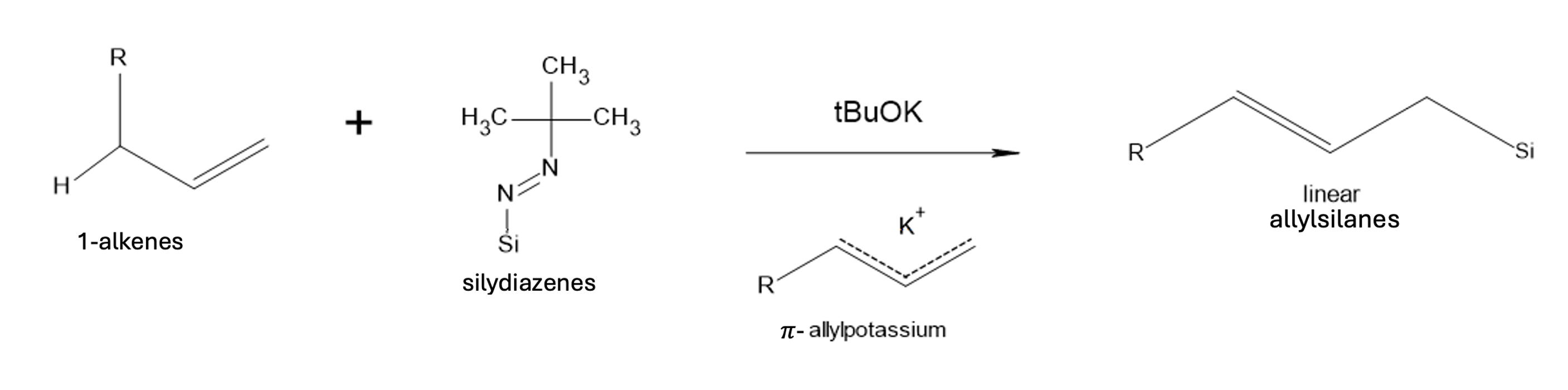
Figure représentant une réaction avec l'allylpotassium en tant que catalyseur

L'allylpotassium peut être utilisé comme catalyseur dans la réaction de silylation des composés allyliques, plus précisément au niveau de la liaison C(sp³)-H. Le silyldiazène, formé à partir du chlorosilane avec une source d’azote nucleophile tel que le 1,1-diazène, réagissent avec les complexes d’allylpotassium produisant ainsi des allylsilanes linéaires de manière sélective. De même, la réaction est thermodynamiquement stéréosélective. 
Le mécanisme réactionnel repose sur la génération catalytique d'espèces nucléophiles d'allylpotassium à l'aide de LICKOR (nBuLu/tBuOK) à partir d'alcènes.Il implique la formation d'un complexe η³-allylpotassium qui subit une transmétalation avec des silydiazènes suivie d'une décomposition libérant l’allylsilane souhaité.

## Sources
1. 1 2  
Zhang, X., Fensterbank, L., & Chauvier, C., « Silylation of Allylic C(sp3 )–H Bonds Enabled by the Catalytic Generation of Allylpotassium Complexes », 15 décembre 2023
2. ↑   Sulway, S. A., Girshfeld, R., Solomon, S. A., Muryn, C. A., Poater, J., Solà, M., Bickelhaupt, F. M., & Layfield, R. A., « Alkali Metal Complexes of Silyl‐Substituted ansa ‐(Tris)allyl Ligands: Metal‐, Co‐Ligand‐ and Substituent‐Dependent Stereochemistry », septembre 2009
3. ↑  Giner, J. L., Margot, C., & Djerassi,C, « Scope and regiochemical control of the allylpotassium reaction in the synthesis of sterols with unsaturated side chains », avril 1989
4. ↑  
Thompson, T. B., & Ford, W. T., « Rotational barriers of allyl anions in solution », septembre 1979
5. ↑  Schlosser, M., « Prescriptions and Ingredients for Controlled CC Bond Formation with Organometallic Reagents. New synthetic methods », 1974
6. ↑  
Schlosser, M, « Superbases for organic synthesis », 1er janvier 1988